# باوليستا (البرازيل)
باوليستا هي بلدية في البرازيل، تتبع بيرنامبوكو، بلغ عدد سكانها 300,466  نسمة في 2010، تبلغ مساحتها 93.518 كيلومتر مربع.

## الموقع
تشترك في الحدود مع:
- ريسيفي
- Abreu e Lima, Pernambuco [الإنجليزية]‏.

## أعلام
- تارسيسيو لوبيز دا سيلفا
- ريفالدو
- ألفارو أندريه رودريغوس دا سيلفا